# Bothrocara brunneum
Espèce
Bothrocara brunneum est une espèce de poissons abyssaux de la famille des Zoarcidae.

## Description
L'espèce peut atteindre une taille de 70 cm environ. Il est de couleur gris clair à marron. Il possède entre 100 et 112 rayons mous dorsaux et entre 95 et 100 rayons mous anaux.
Son alimentation est principalement constituée de petits organismes benthiques (vivant au fond des océans)  qu’il trouve dans la boue.

## Écologie et répartition
L’espèce est présente dans le nord de l’océan Pacifique, notamment dans la mer de Béring, autour des îles Aléoutiennes et autour des îles Coronado. Elle vit dans la zone bathyale de l’océan ; on a observé des individus jusqu’à 3 000 mètres de profondeur.